# I. e. 393
Évszázadok: i. e. 5. század – i. e. 4. század – i. e. 3. század
Évtizedek: i. e. 440-es évek – i. e. 430-as évek – i. e. 420-as évek – i. e. 410-es évek – i. e. 400-as évek – i. e. 390-es évek – i. e. 380-as évek – i. e. 370-es évek – i. e. 360-as évek – i. e. 350-es évek – i. e. 340-es évek
Évek: i. e. 398 – i. e. 397 – i. e. 396 – i. e. 395 –  i. e. 394 – i. e. 393 – i. e. 392 – i. e. 391 – i. e. 390 – i. e. 389 – i. e. 388

## Események

### Görögország
- Miután előző évben megsemmisítették a spártaiak flottáját az athéni Konon és a perzsa Pharmabazosz vezette hajóraj végigdúlja Lakónia partvidékét és elfoglalja Küthéra szigetét. Ezután Pharnabazosz jelentős pénzösszeggel és a flotta egy részével Attikába küldi Konont, ahol az segít az Athént Pireusszal összekötő Hosszú fal újjáépítésében. Az építkezés befejeztével az athéniak elfoglalják Szkürosz, Imbrosz és Lemnosz szigeteit, ahol klerukhiákat, athéni polgárokból álló kolóniákat létesítenek.
- Korinthoszban fegyverrel csapnak össze a demokrata és oligarcha pártok hívei. Az Argosz által támogatott demokraták kiűzik az oligarcha pártot a városból; a száműzöttek Spártától kérnek támogatást. A spártaiakkal megerősített száműzöttek egy éjszakai támadásban elfoglalják Lekhaiont, a város Korinthoszi-öböl felőli kikötőjét és visszaverik a következő napon ellenük küldött csapatokat.
- Makedóniában több éves zavaros időszak után amikor kiskorú királyok uralkodtak és több trónkövetelőt meggyilkoltak III. Amüntasz, I. Alexandrosz dédunokája kerül a trónra.

### Egyiptom
- I. Nefaarud fáraó, a 29. dinasztia alapítójának halála után rivális pártok küzdenek a hatalomért. Előbb Pszenmut kerül a trónra, de uralmát néhány hónap múlva megdönti Hakórisz, aki állítólag Nefaarud unokája.

### Itália
- Római consulok: Lucius Valerius Potitus és Publius Cornelius Maluginensis.

## Kultúra
- Előadják Arisztophanész A nőuralom c. komédiáját

## Halálozások
- I. Nefaarud egyiptomi fáraó

## Fordítás
- Ez a szócikk részben vagy egészben  a(z)   393 BC című angol Wikipédia-szócikk ezen változatának fordításán alapul.  Az eredeti cikk szerkesztőit annak laptörténete sorolja fel. Ez a jelzés csupán a megfogalmazás eredetét és a szerzői jogokat jelzi, nem szolgál a cikkben szereplő információk forrásmegjelöléseként.